# Citizendium

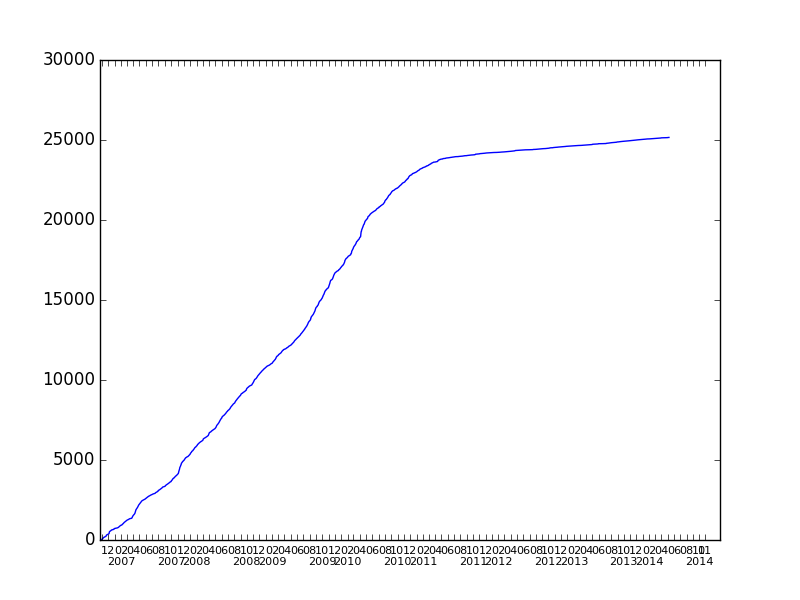
Gráfico mostrando o número de artigos do Citizendium desde o lançamento do projeto piloto

Citizendium (do inglês "citizens' compendium of everything", em uma tradução livre: "compêndio dos cidadãos sobre tudo") é um projeto iniciado pelo co-fundador da Wikipedia, Larry Sanger , seguindo princípios, formato e tecnologia semelhantes à sua antecessora. Combina a participação dos usuários com a orientação de especialistas nas respectivas áreas de formação e atuação profissional.  Para já, só existe uma versão, em inglês.

## Objetivos
O Citizendium é um projeto experimental que procura combinar a participação pública com orientação de especialistas nas respectivas áreas de conhecimento. Pretende organizar as contribuições dos milhões de intelectuais de todo o mundo, que poderão trabalhar conjuntamente na internet, orientando pessoas comuns que pretendam colaborar na sistematização de conhecimento, todos com o uso de seus nomes reais, formando uma comunidade de cidadãos globais numa forma de universidade aberta.
Entre seus contribuidores estarão autores e editores, muitos dos quais não serão doutores nem terão qualquer forma de diploma. O projeto deverá ser orientado por especialistas, não ser feito apenas por especialistas.
No momento o Citizendium existe somente em língua inglesa, mas há planos para que novas versões, inclusive em português, sejam lançadas.

## História
O projeto foi anunciado inicialmente em 15 de setembro de 2006 e tornado público  em 25 de março de 2007. Neste meio tempo se agregaram cerca de uma centena de editores de todo o mundo, que começaram a criar seus artigos em língua inglesa.